# 克拉里內斯
克拉里內斯是委內瑞拉的城鎮，由安索阿特吉州負責管轄，位於該國北部，距離拉克魯斯港80公里，始建於1594年4月7日，海拔高度8米，主要經濟活動是自給農業，2007年人口約15,000。

## 外部連結
- Mayor of Clarines official page

9°56′N 65°10′W / 9.933°N 65.167°W